# 듀오정보
듀오정보(Duo Info Corporation)는 대한민국 서울특별시에 본사를 둔 결혼중개업체이다.

## 자회사
모든 자회사는 본사와 별개의 법인이 아닌 본사의 사업부문으로 운영하고 있기 때문에 법인명은 본사의 명칭을 그대로 쓰고 있다.
- 듀오웨드
- 듀오아카데미
- 듀오리매리
- 듀오라이프컨설팅
- 듀오휴먼라이프연구소